# Румедиа
«Руме́диа» — российский медиахолдинг.
Компания руководит медиаактивами председателя совета директоров НЛМК В. С. Лисина.
Генеральный директор «Румедиа» — Андрей Ряжских (с 2023 года).

## Медиаактивы холдинга

### В Москве
- Рекламное агентство «Объединённые Медиа»
- «Business FM»
- «Радио Шоколад»
- Интернет-портал GZT.ru - закрыт
- Интернет-портал BFM.ru

### В Липецке
- Коммуникативное агентство «Прайд Медиа» (эксклюзивное размещение рекламы в СМИ холдинга, проведение BTL-акций, производство аудио и видеорекламы).
- СТС-Деловой Липецк
- Домашний-Липецк
- РЕН ТВ-ТВК
- «Европа Плюс Липецк»
- «Ретро FM Липецк»
- «Дорожное Радио Липецк»
- «Радио Дача в Липецке»
- Адресно-телефонный справочник Gorod48
- Информационно-справочный портал Gorod48
- Система кабельного телевидения MMDS
- Сеть наружной рекламы (щиты 3×6, тумбы, брэндмауэры, призматроны)
- Реклама в муниципальном транспорте